# Weingut „Graue Presse“
Die Einfahrtssituation nebst Einfriedung des ehemaligen Weinguts „Graue Presse“ liegt im Stadtteil Wahnsdorf der sächsischen Stadt Radebeul, im Graue-Presse-Weg 16/16a. Die heute noch bestehende Einfahrt stammt wohl aus der Zeit um 1800.

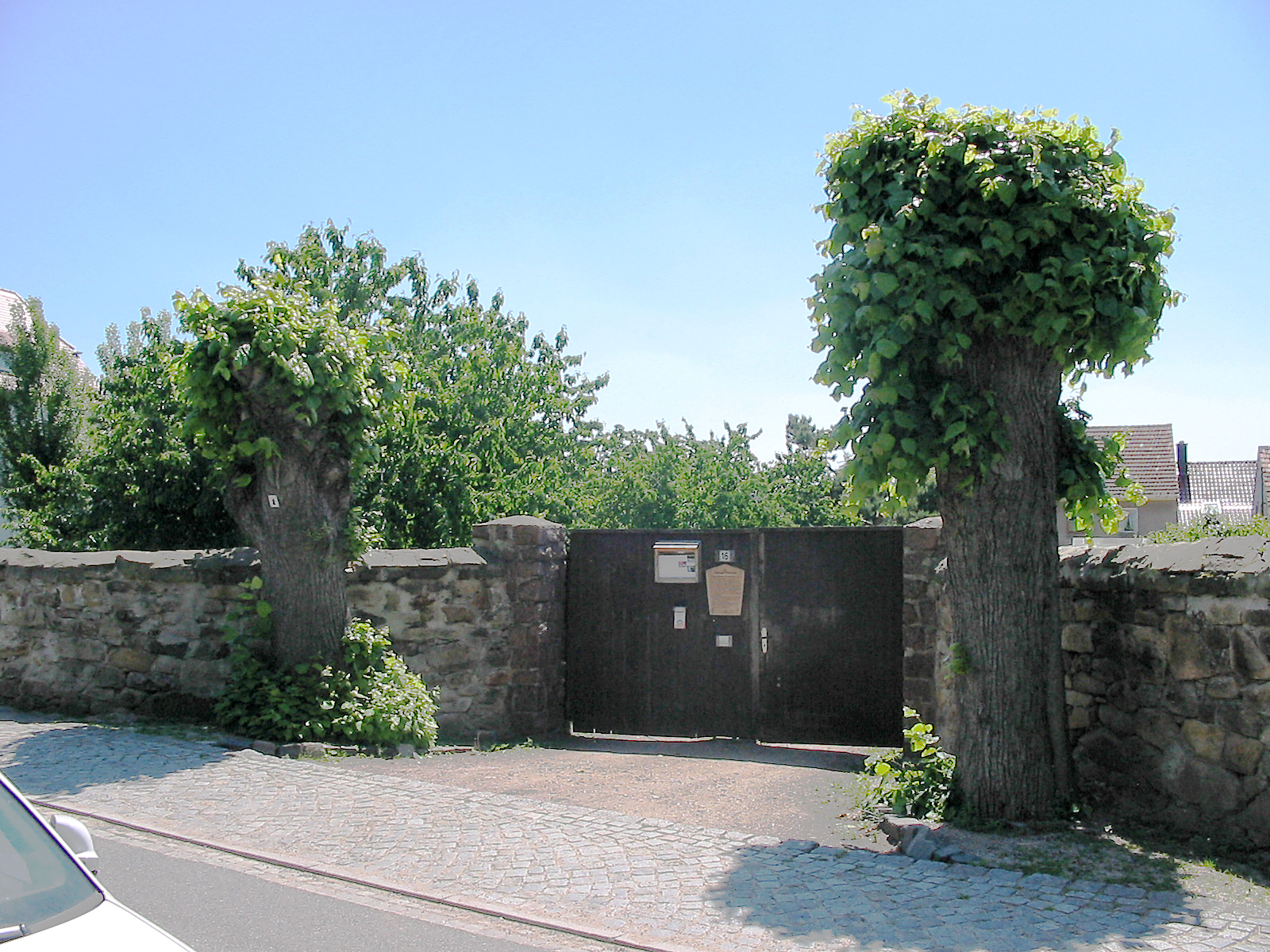
Einfahrtssituation nebst Einfriedung

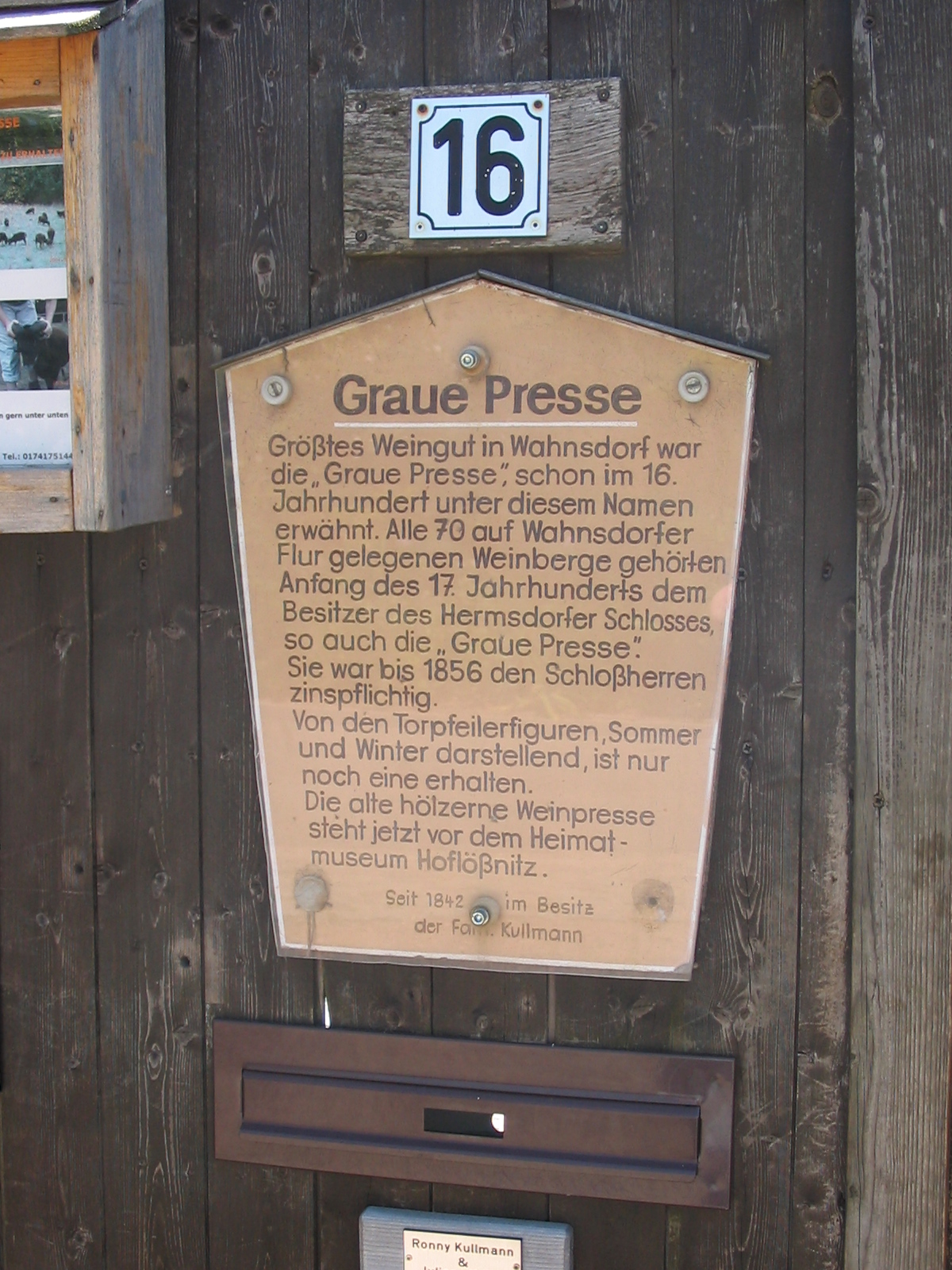
Info-Tafel am Tor

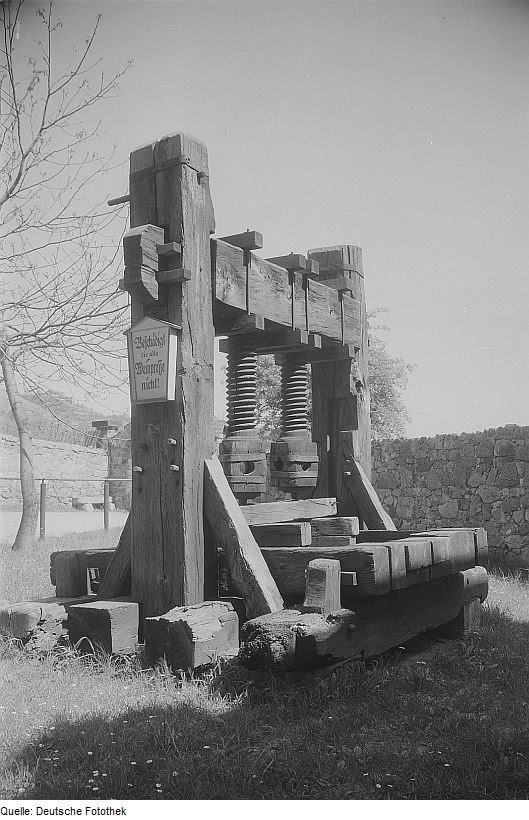
Graue Presse vor dem Berg- und Lusthaus Hoflößnitz, noch ohne Einhausung (Foto Richard Peter, vor 1945)

Bei dem Kulturdenkmal handelt es sich um die straßenseitige Bruchstein-Einfassungsmauer nebst „trompetenförmig einwärts gezogen[er]“ Einfahrtssituation mit Torpfeilern, Holztor und flankierenden Torbäumen. Es ist dies die Einfahrt des ehemals größten Wahnsdorfer Weinguts Graue Presse, das heute als Bauernhof geführt wird. Hinzu kommen die das Grundstück östlich und westlich einfassenden Bruchsteinmauern.
Die beiden Figuren, die sich ursprünglich auf den Torpfeilern befanden, sind inzwischen verschwunden. Da sie unter Gut Nr. 9 bereits 1904 bei Gurlitt als Kunstdenkmäler aufgeführt wurden, gibt es eine Beschreibung:

„Im Gut Nr. 9. Auf den Thorpfeilern zwei Figuren, Sandstein, 63 cm hoch, links ein Bacchus, in der rechten erhobenen Hand ein Pokal, in der Linken und im Haar Weintrauben; der Körper ist durch ein Fell theilweise bedeckt. Hübsche charakteristisch durchgeführte Arbeit. Rechts ein alter sinnender Mann, mit Vollbart, das geneigte Haupt wird von dem rechten Arm gestützt, der andere liegt über demselben. Der Vorderkörper grösstentheils nackt, über den Rücken fällt ein schwerfällig durchgeführtes Tuch. Handwerklich derb durchgeführt. Wohl zweite Hälfte des 18. Jahrhunderts.“

Im Grundstück finden sich noch ursprüngliche Weinbergs-Trockenmauern, die wohl auf das 17./18. Jahrhundert zurückgehen.
Die Informationstafel am Tor besagt zur Grauen Presse:

„Größtes Weingut in Wahnsdorf war die „Graue Presse“, schon im 16. Jahrhundert unter diesem Namen erwähnt. Alle 70 auf Wahnsdorfer Flur gelegenen Weinberge gehörten Anfang des 17. Jahrhunderts dem Besitzer des Hermsdorfer Schlosses, so auch die „Graue Presse“. Sie war bis 1856 den Schoßherren zinspflichtig. Von den Torpfeilerfiguren, Sommer und Winter darstellend, ist nur noch eine erhalten. Die alte hölzerne Weinpresse steht jetzt vor dem Heimatmuseum Hoflößnitz. Seit 1842 im Besitz der Fam. Kullmann“

Die auf der Tafel benannten „Besitzer des Hermsdorfer Schlosses“ sind die Rittergutsbesitzer des Ritterguts Hermsdorf, von denen einer der frühsten, Hans Harrer, als Erbauer des nahegelegenen Renaissance-Herrenhauses Bennoschlösschen gilt.
Die in der Hoflößnitz vor dem Berg- und Lusthaus aufgestellte Weinpresse mit Namen Graue Presse ist die originale Spindelpresse aus dem gleichnamigen Weingut.